# Affenstunde
| Recensione              | Giudizio    |
| ----------------------- | ----------- |
| AllMusic                | [ 1 ]       |
| Sputnikmusic            | 3.6 (Great) |
| Piero Scaruffi          | [ 3 ]       |
| Ondarock                | [ 4 ]       |
| Dizionario del Pop-Rock | [ 5 ]       |
| 24.000 dischi           | [ 6 ]       |

Affenstunde è il primo album in studio del gruppo rock tedesco Popol Vuh, pubblicato nel 1971.

## Descrizione
Sebbene sia già caratterizzato dalla presenza di sonorità world music ed elettroniche, due tratti distintivi della musica del gruppo, l'album è quello più vicino allo stile krautrock della formazione.

## Tracce
LP 1971
1. Ich Mache Einen Spiegel – 21:05 (Popol Vuh)
2. Affenstunde – 18:57 (Popol Vuh)

Durata totale: 40:02
CD 2004
1. Ich Mache Einen Spiegel - Dream Part 4 – 8:44 (Popol Vuh)
2. Ich Mache Einen Spiegel - Dream Part 5 – 4:41 (Popol Vuh)
3. Ich Mache Einen Spiegel - Dream Part 49 – 7:43 (Popol Vuh)
4. Affenstunde – 18:30 (Popol Vuh)
5. Train Through Time – 10:30 (Florian Fricke) – Bonus Track

Durata totale: 50:08

## Formazione
- Florian Fricke - sintetizzatore moog
- Holger Trülzsch - percussioni
- Frank Fielder - sintetizzatore, mixdown

## Crediti
- Bettina Fricke e Gerhard Augustin - produttori
- Registrazioni effettuate al Bavaria Music Studio di Monaco di Baviera (Germania)
- Brani composti ed arrangiati da: Popol Vuh
- Bettina von Waldthausen (Bettina Fricke) e Steffen (Steffen Metzner) - design copertina[9]